# البهائية في تونغا
بدأت الديانة البهائية في تونغا بعد أن حُدد هدف لنشر الدين في عام 1953، ووصل البهائيون في عام 1954. وبفضل التحولات والرواد أُنتخبت أول جمعية روحية محلية للبهائيين في عام 1958. منذ عام 1959 أصبح البهائيون في تونغا ومؤسساتهم المحلية أعضاء في الجمعية الروحية الإقليمية في جنوب المحيط الهادئ. بحلول عام 1963 كان هناك خمس جمعيات محلية. وبعد أقل من أربعين عامًا، في عام 1996، أنشأ البهائيون في تونغا مدرستهم البهائية الأسمى في شكل مدرسة محيط النور الدولية. حوالي عام 2004 كان هناك 29 جمعية روحية محلية. تشير تقديرات قاعدة بيانات الأديان العالمية لعام 2015 إلى أن البهائيين يشكلون 3.5% من السكان الوطنيين، على الرغم من أن لجنة البث في تونغا حافظت في عام 2006 على سياسة لا تسمح بمناقشات أعضاء الديانة البهائية لمؤسسها بهاء الله على برامجها الإذاعية.

## الأيام الأولى
في عام 1953، طلب شوقي أفندي، رئيس الديانة آنذاك، من الجمعيات الروحية الوطنية البهائية الاثنتي عشرة القائمة، المساعدة في نشر الدين. كان من المقرر أن يحاول مجتمع الولايات المتحدة جلب الدين إلى تونغا. في تونغا، نما المجتمع البهائي مثلما حدث في المجتمعات الأخرى في المحيط الهادئ — أولاً نشأ المجتمع من خلال أعمال كل من الرواد والمتحولين ثم نما من خلال الانتشار من خلال المجموعات العائلية والقبلية أو هياكل العشائر.
كان الأسترالي ستانلي ب. بولتون أول بهائي يصل إلى تونغا — وصل في 25 يناير 1954. كما قام الأمريكي دودلي م. بلاكلي، ابن شقيق لوا جيتسنجر، وزوجته إلسا أيضًا بزيارة تونغا في 12 يوليو 1954. وقد حصل كل منهما على لقب فرسان بهاءالله لخدمتهما للدين. كان بلاكلي مصممًا وعمل مستشارًا للحكومة التونغية وساهم في عدد من المباني والأثاث بالإضافة إلى الطوابع والعملات المعدنية للحكومة. في عام 1961، صمم مجموعة خاصة مكونة من خمسة طوابع بريدية تخليداً لتسليم البريد إلى الجزر في الفترة من عصر قوارب الصيد إلى البريد الجوي. في عام 1962 قام بتصميم مجموعة من العملات الذهبية الأولى في بولينيزيا. قام بتصميم أول مجموعة عملات عشرية في تونغا في عام 1965.
بحلول عام 1956 كان هناك متحولون أصليون إلى البهائية في الجزر؛ وكان ثلاثة أفراد تحولوا إلى الدين بارزين في المجتمع التونغي: موسى هوكافونو، وليسياتا ماك، وسوليانا هالاهولو. موسى هوكافونو، الذي عاش في جزيرة تونغاتابو، اعتنق الديانة البهائية في أوائل الخمسينيات من القرن العشرين. لقد خدم هوكافونو لسنوات عديدة في الجمعية الروحية المحلية البهائية في نوكو ألوفا وتبرع بجزء كبير من الأرض لموقع المركز البهائي الوطني. انضم هوكافونو إلى جينا وراسل جارسيا على متن قاربهم داونبريكر في رحلة طويلة أخذتهم عبر جزر فيجي وتونغا وساموا. كان هوكافونو أول من سكان جزر المحيط الهادئ يقوم برحلات تبشيرية طويلة الأمد — بما في ذلك كيريباتي وتوفالو؛ ونيوي؛ وجزر سليمان؛ وغينيا الجديدة؛ وجزر مارشال وماريانا وكارولين؛ وناورو؛ وأستراليا ونيوزيلندا (خاصة بين الماوري)، وهاواي وألاسكا والولايات المتحدة القارية. أجرى البارون فايا، وهو نبيل من تونغا ورئيس وزراء سابق وقريب لهوكافونو، مراسم الجنازة التي حضرها مئات الأشخاص.
أصبحت ليسياتا ماكا، المستشارة القانونية في المحاكم الدنيا والعليا في تونغا، بهائية في عام 1957 وانتُخبت في الجمعية الوطنية الإقليمية، ثم عُينت لاحقًا في مجلس المستشارين القاري. ولدت سوليانا هالاهولو في تونغا عام 1950 وبدأت في حضور فصول الأطفال في مدرسة بهائية في سن الثامنة. وبعد فترة قصيرة، بدأت في تدريس الفصول الدراسية والانخراط في الأنشطة الإدارية وهي لا تزال شابة. كانت سكرتيرة لجنة الشباب في تونغا، وبعد ذلك في فيجي، وبفضل إنجازاتها الأكاديمية منحتها حكومة تونغا منحة دراسية لدراسة علم التغذية في جامعة جنوب المحيط الهادئ في سوفا، فيجي، حيث حصلت على درجة البكالوريوس. كرست هلال هولو اثنتين من إجازاتها المدرسية لترجمة كتاب الوديان السبعة (أحد أعمال حضرة بهاءالله الميتافيزيقية) إلى اللغة التونغية، ثم كلمات الحكمة اللوحية. وقد حصلت الموافقة على كلا الترجمتين من قبل الجمعية الروحية الوطنية في تونغا.

## نمو
كان أول محفل روحاني محلي لتونغا في نوكوالوفا في عام 1958، وبحلول عام 1963 كانت هناك محافل روحانية محلية بهائية في هوما وكولونجا وموا ونوكوالوفا وفايني ومجموعات بهائية أصغر في فولاها وتوكومولو وفاوتو والبهائيين المعزولين في فيليميا والعديد من القرى في جزيرة Haʻapai - Kotu' ،Lotofoa ،Na'ufanga ،Nomuka و Ohonua Eua.
لقد طورت تونجا علاقاتها الإدارية الدولية بالتزامن مع نموها الداخلي. مثّل السيد لاتو تو أكيهيكولو البهائيين التونغيين في المؤتمر البهائي الدولي في اليابان عام 1958. خُصص مندوبين لتونغا لانتخاب الجمعية الروحية الإقليمية لجنوب المحيط الهادئ من عام 1959 إلى عام 1963. وفي نهاية المطاف، شاركت تونغا وجزر كوك وحدها في جمعية وطنية إقليمية بدءًا من عام 1970، وشكلت جماعة البهائيين في جزر كوك جمعيتها الوطنية الخاصة في عام 1985.
واصل رواد البهائية إثبات وجودهم في تونغا سواء كانت إقامتهم قصيرة أو طويلة. كانت مارغريت رولينج تسافر بشكل شبه دائم إلى ساموا، وتونغا، وتاهيتي، وكاليدونيا الجديدة، ونوميا، وجزر كوك بين عامي 1956 و1975. خلال الفترة من 1974 إلى 1979، أبحر الرواد الأستراليون إلى العديد من جزر المحيط الهادئ بما في ذلك تونجا. كما سافر البهائيون التونغيون إلى بلدان أخرى؛ بالإضافة إلى المسافرين والرحلات المذكورة أعلاه، كان هناك أيضًا طالبان تبادليان من تونغا التحقا بمدرسة دايستار الدولية، وهو أول مشروع تنموي للجمعية الروحية الوطنية في اليابان.
في عام 2004، خلال اليوبيل الذهبي للمجتمع البهائي في تونغا، كان هناك 29 جمعية روحية محلية، وقد استقبل المجتمع على مر السنين زيارات من البهائيين البارزين — أيادي القضية كوليس فيذرستون، وأبو القاسم فيضي، ورحمة الله مهاجر، وإينوك أولينغا، وروحية خانوم، وجون روبرتس، وعضو بيت العدل الأعظم، هيو تشانس.
تضمنت الاحتفالات التي أقيمت بمناسبة الذكرى الذهبية للدين البهائي في تونغا حضور ولي العهد آنذاك توبوتوا، والفنان الأمريكي الأصلي كيفن لوك، بالإضافة إلى الجوقات وفرق الرقص ورواة القصص القبلية ومئات المشاركين. توفي شقيق ولي العهد آنذاك توبوتوا، الفاضل ماتو، في 17 فبراير/شباط 2004 بعد إصابته بنوبة قلبية. وقد قبل ممثلو المجتمع البهائي دعوة لتقديم الصلوات في حفل التأبين الذي أقيم في 24 فبراير وترك خلفه زوجته ألايليولا، حفيدة مالييتوا تانومافيلي الثاني، رئيس دولة ساموا السابق، وهو أيضًا عضو في الديانة البهائية.

### المعارضة في تونغا
وفي حين نمت الجماعة البهائية في البلاد، كانت هناك أيضًا معارضة. في عام 1973، نشرت كنيسة نيوا توبوتابو الويسليانية جدلاً مناهضًا للبهائية بعنوان "الإيمان البهائي يجيب عليه المسيحيون".
وعلاوة على ذلك، وحتى عام 2008، ظلت لجنة البث في تونجا تحتفظ بإرشادات سياسية بشأن بث البرامج الدينية على إذاعة تونجا. تنص إرشادات هيئة الإذاعة التونغية (TBC) على أنه نظرًا لـ"طبيعة الجمهور المستمع"، يجب على من يبشرون عبر إذاعة تونغا أن يقتصروا في وعظهم على "حدود التقاليد المسيحية السائدة". وبناءً على هذه السياسة، لا تسمح الهيئة لأعضاء الديانة البهائية، التي ينتمي إليها مؤسسها، بهاء الله، بالنقاش بالاسم، أو بالحديث عن مبادئ دياناتهم. يستخدم أعضاء الديانة البهائية محطة إذاعية مملوكة للقطاع الخاص لأنشطة البرامج والإعلان عن الوظائف.

## التركيبة السكانية
في عام 1983، ادعت المصادر البهائية أنهم يشكلون 3.9% من السكان الوطنيين، وبحلول عام 1987 بلغ عدد البهائيين 6.3%. خلال الفترة 2000-2006 تراوحت التقديرات بين ما يقرب من 5% أو 6.09%. في عام 2007، قدرت موسوعة إنكارتا أن المجتمع البهائي يشكل 7% من السكان الوطنيين (حوالي 8100 فرد) — أي أكثر من ضعف حجم الجماعات الدينية غير المسيحية المتبقية في تونجا. تشير قاعدة بيانات الأديان العالمية إلى أن 3.5% من السكان الوطنيين في عام 2015 كانوا من البهائيين. ومع ذلك، فإن التعداد الوطني أدرج تعداد سكانها الرسمي في المئات العليا: 595 في عام 1986، و686 في عام 2006، و777 في عام 2011.

## مضاعفة المشاركات
منذ نشأتها، كان للدين دور في التنمية الاجتماعية والاقتصادية بدءًا من منح المزيد من الحرية للنساء، وترويج تعليم الإناث باعتباره أولوية، وقد عُبر عن هذه المشاركة عمليًا من خلال إنشاء المدارس والتعاونيات الزراعية والعيادات. ودخل الدين مرحلة جديدة من النشاط عندما صدرت رسالة بيت العدل الأعظم بتاريخ 20 أكتوبر 1983. وحث البهائيين على البحث عن طرق متوافقة مع التعاليم البهائية، والتي يمكنهم من خلالها المشاركة في التنمية الاجتماعية والاقتصادية للمجتمعات التي يعيشون فيها. في عام 1979، كان هناك 129 مشروعًا بهائيًا للتنمية الاجتماعية والاقتصادية معترفًا بها رسميًا في جميع أنحاء العالم. وبحلول عام 1987، ارتفع عدد مشاريع التنمية المعترف بها رسميا إلى 1482 مشروعا. نظمت الجماعة البهائية في تونغا العديد من المؤسسات والفعاليات في البلاد. مدرسة محيط النور الدولية هي مدرسة بهائية دولية خاصة تُدار مباشرة من قبل مجلس تعليمي غير ربحي رُشح من قبل الجمعية الروحية الوطنية للبهائيين في تونغا. وتعرف المدرسة بأنها مدرسة بهائية وتسعى إلى دمج المثل والمبادئ والمفاهيم البهائية في المناهج الدراسية وتنظيم المدرسة. تقع المدرسة في كولوموتو ʻ أ / هوفوا - على بعد حوالي 3 كيلومترات من وسط نوكو ألوفا. تقدم فصولاً دراسية من مرحلة الروضة (3 سنوات) إلى دبلوم المدرسة الثانوية باستخدام امتحانات كامبريدج الدولية بما في ذلك الشهادة العامة الدولية للتعليم الثانوي. هناك شباب بهائيون يؤدون فترات خدمة في المدرسة. علاوة على ذلك، قامت نانسي واترز، وهي مستشارة تعمل على تعزيز البرامج الموجهة نحو الفضيلة خاصة للمدارس، بجولة في تونجا في عام 2002. انظر أيضًا مشروع الفضائل.
في أكتوبر 2007، آُنتخب ʻIlifeleti Tovo of Kolomotu ʻ من كولوموتو رئيسًا لجمعية طلاب جامعة جنوب المحيط الهادئ (USPSA) على الرغم من عدم انتمائها إلى حزب سياسي. لا يقر الدين البهائي الانتماءات الحزبية، وقد استقال توفو من انتمائه الحزبي "... لأنني لم أرغب في كسر قواعدي وأخلاقي الدينية". في عام 2008، انتقد توفو بشدة نطاق رواتب ضباط الجامعة وتعرض للانتقاد ولكن الرواتب عُدلت إلى الأسفل بنسبة 45-65%.
توجد أيضًا فرقة روك 1844 المكونة من البهائيين التونغيين الذين يتميز أسلوبهم بالروك الديني.

## قراءة إضافية
- بلانكس، د. (1997). "ملاك هاباي". بشير الجنوب 47: 8-9. (قصة أونا كوبي، تونغا)
- تويتاهي، سيوني هـ. "وضع المرأة كما استشهد به البهائيون في مجتمع تونجا". مجلة باسيفيك (ديسمبر 1985).

## روابط خارجية
- الجماعة البهائية الوطنية في تونغا